# Libnotes trisignata
Libnotes trisignata là một loài ruồi trong họ Limoniidae. Chúng phân bố ở miền Australasia.